# Australia New Zealand Poker Tour
L'Australia New Zealand Poker Tour (ANZPT) est une série de tournois de poker organisée en Australie et en Nouvelle-Zélande entre 2009 et 2015.
L'ANZPT est sponsorisé par PokerStars.

## Vainqueurs du Main Event

### Saison 1
| Étape      | Dates                    | Joueurs | Vainqueur           | Prix        |
| ---------- | ------------------------ | ------- | ------------------- | ----------- |
| Adélaïde   | Du 4 au 7 février 2009   | 215     | Karl Krautschneider | 170 215 AUD |
| Sydney     | 30 avril 2009            | 493     | Paren Arzoomanian   | 246 500 AUD |
| Melbourne  | 25 mai 2009              | 218     | Chris Levick        | 158 050 AUD |
| Queenstown | Du 20 au 25 juillet 2009 | 134     | Daniel Chevalier    | 87 435 NZD  |
| Gold Coast | Du 5 au 9 août 2009      | 249     | Scott Kerr          | 168 075 AUD |

### Saison 2
| Étape      | Dates                    | Joueurs | Vainqueur         | Prix        |
| ---------- | ------------------------ | ------- | ----------------- | ----------- |
| Adélaïde   | Du 9 au 14 février 2010  | 236     | Rennie Carnevale  | 165 900 AUD |
| Perth      | Du 17 au 21 mars 2010    | 222     | Tony Hachem       | 132 750 AUD |
| Sydney     | Du 21 au 25 avril 2010   | 446     | Angelo Hanataj    | 219 432 AUD |
| Canberra   | Du 11 au 14 juin 2010    | 181     | Jason Gray        | 95 930 AUD  |
| Queenstown | Du 21 au 25 juillet 2010 | 119     | Julian Cohen      | 73 630 NZD  |
| Gold Coast | Du 11 au 15 août 2010    | 287     | Nauvneel Kashyap  | 182 965 AUD |
| Melbourne  | Du 9 au 11 octobre 2010  | 310     | Martin Kozlov     | 195 700 AUD |
| Darwin     | Du 25 au 30 octobre 2010 | 100     | Danny Leaoasavaii | 57 000 AUD  |

### Saison 3
| Étape      | Dates                      | Joueurs | Vainqueur        | Prix        |
| ---------- | -------------------------- | ------- | ---------------- | ----------- |
| Adélaïde   | 2 février 2011             | 253     | Octavian Voegele | 148 900 AUD |
| Perth      | Du 23 au 27 mars 2011      | 220     | Grant Levy       | 131 500 AUD |
| Sydney     | Du 13 au 17 avril 2011     | 393     | Michael Kanaan   | 195 714 AUD |
| Gold Coast | Du 17 au 22 mai 2011       | 245     | Peter Matusik    | 145 100 AUD |
| Canberra   | Du 10 au 13 juin 2011      | 134     | Xiuming Huang    | 73 600 AUD  |
| Queenstown | Du 23 au 28 août 2011      | 127     | Marcel Schreiner | 94 300 NZD  |
| Melbourne  | Du 24 au 26 septembre 2011 | 310     | Lee Nelson       | 156 550 AUD |
| Darwin     | Du 4 au 8 octobre 2011     | 64      | Jack Drake       | 36 480 AUD  |

### Saison 4
| Étape      | Dates                          | Joueurs | Vainqueur       | Prix        |
| ---------- | ------------------------------ | ------- | --------------- | ----------- |
| Sydney     | Du 22 au 25 mars 2012          | 461     | Gordon Huntly   | 226 812 AUD |
| Perth      | Du 2 au 6 mai 2012             | 310     | Mathew Carlsson | 78 275 AUD  |
| Queenstown | Du 24 au 29 juillet 2012       | 149     | David Allan     | 110 600 NZD |
| Melbourne  | Du 30 août au 3 septembre 2012 | 257     | Samad Razavi    | 326 125 AUD |

### Saison 5
| Étape                | Dates                        | Joueurs | Vainqueur       | Prix        |
| -------------------- | ---------------------------- | ------- | --------------- | ----------- |
| Melbourne            | Du 26 au 29 octobre 2012     | 345     | Paul Hockin     | 101 275 AUD |
| Auckland             | Du 21 au 25 novembre 2012    | 207     | Geoff Smith     | 80 502 NZD  |
| Perth                | Du 20 au 23 février 2013     | 219     | Dejan Divkovic  | 114 000 AUD |
| Sydney               | Du 21 au 24 mars 2013        | 460     | Dinesh Alt      | 226 320 AUD |
| Repechage, Melbourne | Du 30 mai au 3 juin 2013     | 844     | Anthony Hachem  | 181 460 AUD |
| Queenstown           | Du 30 juillet au 4 août 2013 | 126     | Jonathan Bredin | 93 600 NZD  |

### Saison 6
| Étape         | Dates                            | Joueurs | Vainqueur       | Prix        |
| ------------- | -------------------------------- | ------- | --------------- | ----------- |
| Auckland      | Du 20 au 24 novembre 2013        | 104     | David Lim       | 110 760 NZD |
| Perth         | Du 26 février au 2 mars 2014     | 256     | Patrick Mahoney | 120 000 AUD |
| Sydney        | Du 20 au 24 mars 2014            | 458     | Joshua Redhouse | 123 500 AUD |
| Melbourne     | Du 29 août au 1er septembre 2014 | 516     | Edison Nguyen   | 217 500 AUD |
| APPT Auckland | Du 19 au 23 novembre 2014        | 225     | Minh Hau Nguyen | 111 600 NZD |

### Saison 7
| Étape     | Dates                    | Joueurs | Vainqueur        | Prix        |
| --------- | ------------------------ | ------- | ---------------- | ----------- |
| Perth     | Du 11 au 15 février 2015 | 192     | Michael Kane     | 98 900 AUD  |
| Sydney    | Du 19 au 23 mars 2015    | 445     | Dimitrios Psaros | 183 000 AUD |
| Melbourne | Du 16 au 20 octobre 2015 | 520     | Lin Shi          | 170 641 AUD |

## Vainqueurs par pays
| Pays               | Vainqueurs |
| ------------------ | ---------- |
| Allemagne          | 1          |
| Angleterre         | 2          |
| Australie          | 26         |
| Bosnie-Herzégovine | 1          |
| Écosse             | 2          |
| États-Unis         | 1          |
| Nouvelle-Zélande   | 5          |
| Suisse             | 1          |